# Phyllostylon rhamnoides
Phyllostylon rhamnoides là một loài thực vật có hoa trong họ Ulmaceae. Loài này được (J.Poiss.) Taub. miêu tả khoa học đầu tiên năm 1890.